# پس‌از طوفان (فیلم)
پس از طوفان (انگلیسی: After the Storm) یا عمیق‌تر از دریا (ترجمه تحت‌الفظی)، فیلمی به کارگردانی هیروکازو کورئیدا است که در سال ۲۰۱۶ منتشر شد. این فیلم یکی از فیلم‌های شرکت کننده در بخش نوعی نگاه جشنواره فیلم کن ۲۰۱۶ است.

## داستان
ریوتا (هیروشی آبه) که در گذشته نویسندهٔ موفقی بوده همچنان در آن روزها زندگی می‌کند و درآمدی که از طریق کارآگاه خصوصی بودنش بدست می‌آورد را در قمار هدر می‌دهد تا حدی که حتی از پس حمایت مالی فرزندش نیز به سختی بر می‌آید.

## بازیگران
- هیروشی آبه در نقش ریوتا شینُدا
- کیرین کیکی در نقش یوشیکو شینُدا (مادر ریوتا)
- یوکو ماکی در نقش کیوکو شیرایشی (همسر سابق ریوتا)
- سوسوکه ایکه‌ماتسو